# Diplorhynchus
Diplorhynchus es un género monotípico de fanerógama de la familia Apocynaceae. Contiene una única especie: Diplorhynchus condylocarpon (Müll.Arg.) Pichon. Es originario de África desde Tanzania hasta el norte de Namibia, distribuyéndose por Zaire, Tanzania, Angola, Malaui, Mozambique, Zambia, Botsuana y Namibia.

## Taxonomía
Diplorhynchus condylocarpon fue descrito por (Müll.Arg.) Pichon y publicado en Bulletin du Muséum d'Histoire Naturelle, sér. 2 19: 368. 1947.
Sinónimos
- Aspidosperma condylocarpon Müll.Arg. in C.F.P.von Martius & auct. suc. (eds.) (1860).
- Diplorhynchus mossambicensis Benth. (1878).
- Diplorhynchus psilopus Welw. ex Ficalho & Hiern (1881).
- Neurolobium cymosum Baill. (1888).
- Diplorhynchus angolensis Büttner (1889).
- Diplorhynchus welwitschii Rolfe (1893).
- Diplorhynchus poggei K.Schum. in H.G.A.Engler & K.A.E.Prantl (1895).
- Diplorhynchus angustifolia Stapf in D.Oliver & auct. suc. (eds.) (1902).[2]